# Kirkcudbrightshire

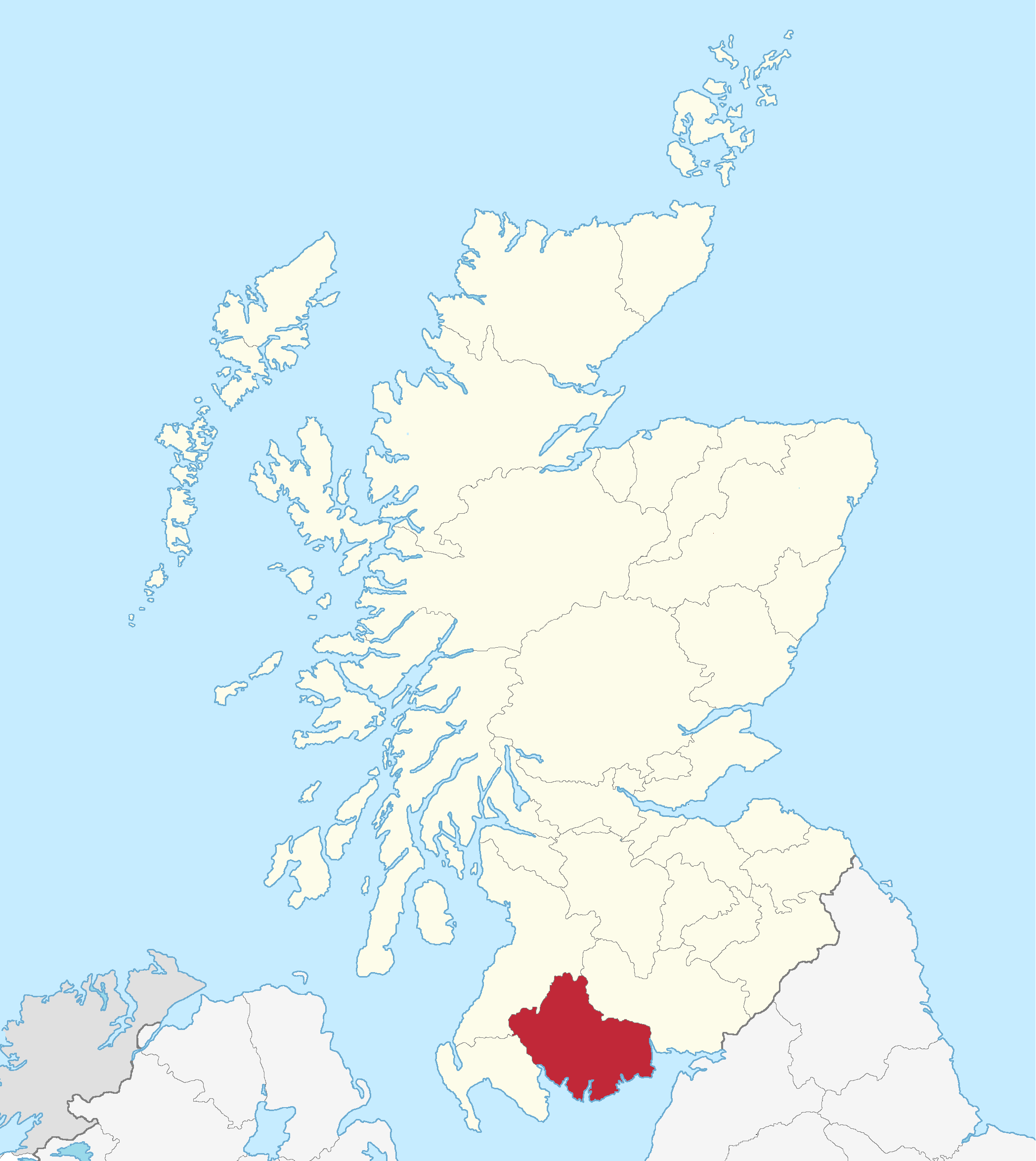
Lage von Kirkcudbrightshire in Schottland

Kirkcudbrightshire (schottisch-gälisch Siorrachd Chille Chuithbeirt) ist eine der traditionellen Grafschaften von Schottland und liegt in dessen Süden. Verwaltungssitz und namensgebender Ort war die Stadt Kirkcudbright. Die Grafschaft wird auch Stewartry of Kirkcudbright genannt.
Urgeschichtliche Spuren finden sich im Cairn von Park.
Als Verwaltungsgrafschaft bestand Kirkcudbrightshire zwischen 1890 und 1975 und bildete dann den District Stewartry der Region Dumfries and Galloway. Die Region Dumfries and Galloway wurde 1996 in eine Unitary Authority umgewandelt. Kirkcudbrightshire ist heute noch eine der Lieutenancy Areas von Schottland.